# Achatinella turgida
Achatinella turgida é uma espécie de gastrópode  da família Achatinellidae.
É endémica de Oahu, Arquipélago do Havaí.